# Didymodon lamyanus
Didymodon lamyanus är en bladmossart som beskrevs av Thériot 1932. Didymodon lamyanus ingår i släktet lansmossor, och familjen Pottiaceae. Inga underarter finns listade i Catalogue of Life.